# Oton
Oton is een gemeente in de Filipijnse provincie Iloilo op het eiland Panay. Bij de laatste census in 2010 telde de gemeente bijna 83 duizend inwoners.

## Geografie

### Bestuurlijke indeling
Oton is onderverdeeld in de volgende 37 barangays:
| - Abilay Norte - Abilay Sur - Alegre - Batuan Ilaud - Batuan Ilaya - Bita Norte - Bita Sur - Botong - Buray - Cabanbanan - Caboloan Norte - Caboloan Sur - Cadinglian | - Cagbang - Calam-isan - Galang - Lambuyao - Mambog - Pakiad - Poblacion East - Poblacion North - Poblacion South - Poblacion West - Polo Maestra Bita - Rizal | - Salngan - Sambaludan - San Antonio - San Nicolas - Santa Clara - Santa Monica - Santa Rita - Tagbac Norte - Tagbac Sur - Trapiche - Tuburan - Turog-Turog |

## Demografie
Oton had bij de census van 2010 een inwoneraantal van 82.572 mensen. Dit waren 4.951 mensen (6,4%) meer dan bij de vorige census van 2007. Ten opzichte van de census van 2000 was het aantal inwoners gegroeid met 17.198 mensen (26,3%). De gemiddelde jaarlijkse groei in die periode kwam daarmee uit op 2,36%, hetgeen hoger was dan het landelijk jaarlijks gemiddelde over deze periode (1,90%).

De bevolkingsdichtheid van Oton was ten tijde van de laatste census, met 82.572 inwoners op 86,44 km², 955,3 mensen per km².